# Carel (Calvados)
Pour les articles homonymes, voir Carel.
Carel est une ancienne commune française du Calvados, rattachée à celle de Saint-Pierre-sur-Dives depuis 1835. Depuis le 1er janvier 2017, elle fait partie de la commune nouvelle de Saint-Pierre-en-Auge. Son petit bourg est devenu un hameau de quelques maisons au sud-ouest de Saint-Pierre-sur-Dives, le long de la D 511, en direction de Jort.

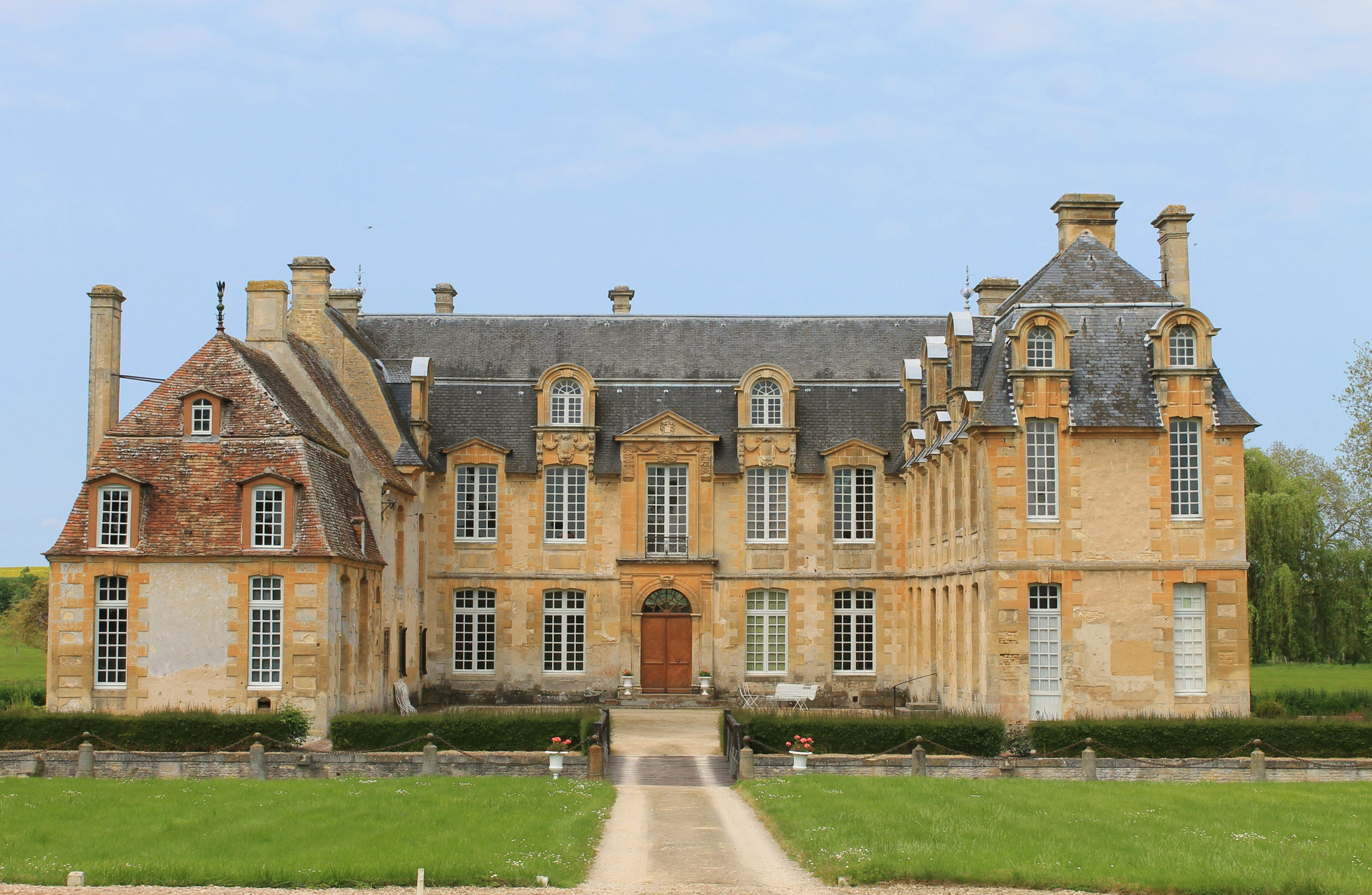
Le château.
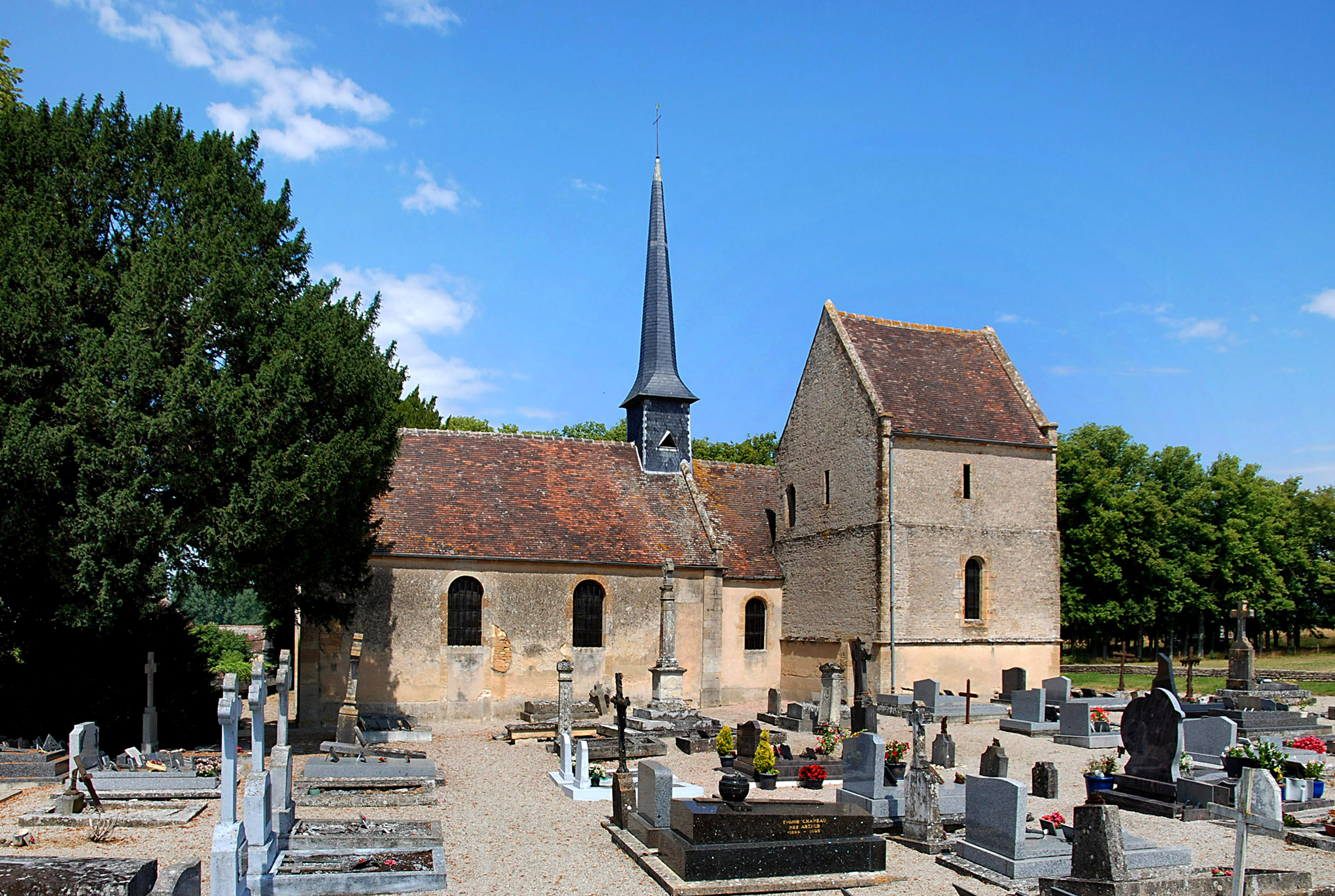
L'ancienne église paroissiale.
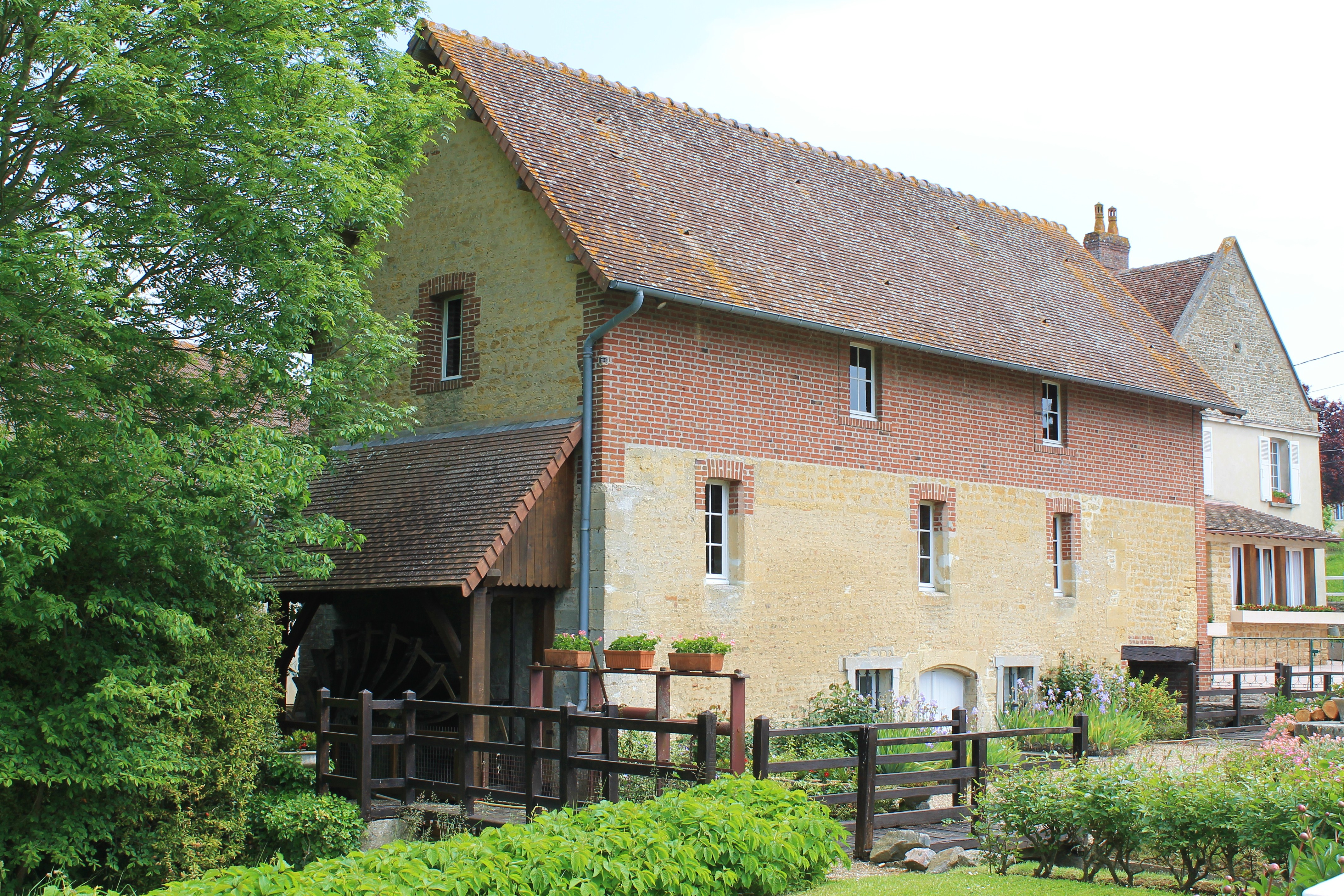
Le moulin de Carel.

## Toponymie
Le nom Carel peut faire référence à un « bâtiment carré ou en pierre de taille ».